# Classe Godavari
La classe Godavari (type 16 ou projet 16) est une classe de frégates lance-missiles de la marine indienne, conçues et construites en Inde.
Sa conception repose sur une modification de la classe Nilgiri. La classe et le navire de tête, l'INS Godavari, doit son nom à la rivière Godavari. Les navires suivants, les INS Ganga et INS Gomati, tirent également leurs noms de rivières indiennes.
L'INS Gomati fut le premier navire de la marine indienne à disposer d'une électronique numérique dans son système de données de combat. Les navires combinaient des systèmes d’armes indiens, russes et occidentaux.

## Histoire
Le concept de la classe Godavari est né des leçons apprises lors de la guerre indo-pakistanaise de 1971. La quille du navire de tête INS Godavari est posée en 1978 au Mazagon Dock Limited à Bombay. Le navire est mis en service en décembre 1983.
L'une des exigences consistait à déployer deux hélicoptères Sea King à partir du bâtiment. Les navires de la classe Nilgiri étaient trop petits pour répondre à cette exigence. La conception finale incorporait une coque plus grande afin de s'adapter à cela. L'INS Godavari est retiré du service le 23 décembre 2015 et son missile sol-air Barak 1 est installé sur le vaisseau amiral INS Vikramaditya,. L'INS Ganga est retiré du service actif le 28 mai 2017 et radié des listes le 22 mars 2018. Le dernier navire de sa classe, l'INS Gomati, est mis hors service le 15 mai 2022 après 34 ans de service. 

## Navires de la classe
| Nom      | N° de fanion | Constructeur           | Pose de la quille | Lancement       | Mise en service  | Fin de service   | Statut                      |
| -------- | ------------ | ---------------------- | ----------------- | --------------- | ---------------- | ---------------- | --------------------------- |
| Godavari | F20          | Chantier naval Mazagon | 3 novembre 1978   | 15 mai 1980     | 10 décembre 1983 | 23 décembre 2015 | Coulé comme cible en 2020,  |
| Ganga    | F22          | Chantier naval Mazagon | 1980              | 21 octobre 1981 | 30 décembre 1985 | 22 mars 2018     | En attente de démolition    |
| Gomati   | F21          | Chantier naval Mazagon | 1981              | 19 mars 1984    | 16 avril 1988    | 28 mai 2022      | Conservé comme navire musée |